# De robots van de dageraad
De robots van de dageraad (Engelse titel: The Robots of Dawn) is een sciencefictionroman uit 1983 van de Amerikaanse schrijver Isaac Asimov en de derde roman uit de Robot-reeks. De roman werd in 1984 genomineerd zowel voor de Hugo Award als de Locus Award.

## Verhaal
Inspecteur Elijah Baley en zijn robot-partner R. Daneel Olivaw gaan naar Aurora om een robotmoord te onderzoeken, ditmaal een schijnbaar onoplosbaar geval. Op de planeet Aurora leven de mensen en massa’s positronische robots in harmonie samen. Het brein van de robot R. Jander Panell werd vernietigd en er is slechts een man, Han Fastolfe, die zowel over de middelen als het motief beschikte om de moord te plegen en uitgerekend hij heeft Baley ingehuurd in de hoop te bewijzen dat hij de dader niet is.